# 八分山
八分山是一座位于湖北省武汉市江夏区的山，在纸坊站西侧，海拔272.3米。大部分属于纸坊街道，也有一部分山体在郑店街道和大桥新区辖区内。山名来源于“有水分流如八字”的典故。是武汉城区南部少有的高地。由青龙山林场管理。

## 设施
八分山西南有一条环山绿道，供市民散步与骑行，长约十公里。
山中修建了步行道路网络，市民可以登山。
东侧有一条坡度较高的防火道路，常常有骑行爱好者在此训练爬坡。

## 游览
江夏纸坊周围有三座山，分别是西边的八分山、南边的青龙山以及东面的花山。这三座山通过绿道联通，可以一起游览。
八分山上可以观赏日出日落。山峰西侧的水库旁有一个露营基地。山间的步行道路错综复杂。